# Mathias Guillemette
Mathias Guillemette, né le 14 janvier 2002 à Trois-Rivières, est un coureur cycliste canadien, spécialiste des épreuves d'endurance sur piste.

## Biographie
Mathias Guillemette pratique le cyclisme depuis 2010. En tant que junior (17/18 ans), il remporte de nombreux succès dans la province de Québec, notamment en devenant champion provincial junior de course sur route en 2017. En 2019, il participe aux championnats du monde sur piste juniors à Francfort (Oder). Lors de la poursuite par équipes, le quatuor canadien termine sixième avec un nouveau record national de 4 minutes et 5,358 secondes. 
En 2021, il se classe deuxième de la poursuite par équipes lors de la manche de Coupe des nations à Cali. En 2022, il fait ses débuts aux Jeux du Commonwealth et termine 57e de la course sur route. Sur piste, il participe à la course scratch, où il cause une chute impliquant un total de huit coureurs et est lui-même disqualifié. À l’automne, il devient champion du Canada de course à l'américaine (avec Dylan Bibic), se classe deuxième de l'omnium et troisième de la poursuite individuelle. Il est ensuite sélectionné pour participer à la Ligue des champions sur piste. Lors de la première manche à Palma, il crée la surprise en remportant la course à l'élimination. Il termine cinquième du classement final de l’endurance de cette compétition.
L'année suivante, en novembre 2023, il décroche la deuxième place de la course Scratch et la sixième place de la course par élimination lors de la troisième étape de la même compétition, à Paris.
En 2024, il est sélectionné pour représenter le Canada aux Jeux olympiques de Paris. Il prend part à plusieurs épreuves d'endurance et termine notamment 7e de la poursuite par équipe et participe également à la course à l'américaine (Madison). Sa présence à Paris 2024 lui permet de solidifier sa place parmi l'élite mondiale du cyclisme sur piste.
En 2025, il prend un nouveau virage en rejoignant l'équipe continentale Tudor Pro Cycling U23, sous la direction de  Fabian Cancellara. Cette transition vers le cyclisme sur route est stratégique, lui permettant de développer de nouvelles compétences tout en tirant parti de sa puissance et de sa vitesse acquises sur la piste. Pour soutenir cette transition, il s’installe à Gérone, en Espagne, pour optimiser son entraînement.
Il effectue des débuts prometteurs sur route, marqués par un titre de champion du Canada en s'imposant lors du critérium élite, aux récents championnats canadiens sur route 2025 qui se sont tenus à Saint-Georges au Québec.
Bien qu’il privilégie désormais sur la route, il a exprimé l'intention de ne pas mettre de côté ses ambitions pour une possible deuxième expérience olympique sur la piste aux Jeux olympiques de Los Angeles en 2028.

## Palmarès sur piste

### Jeux olympiques
- Paris 2024
  - 7e de la poursuite par équipes

### Championnats du monde
| Édition / Épreuve              | Poursuite par équipes | Course aux points | Américaine |
| Saint-Quentin-en-Yvelines 2022 | 11e                   | 13e               | 13e        |
| Glasgow 2023                   | 6e                    | 6e                |            |
| Ballerup 2024                  | 6e                    | 13e               |            |

### Coupe des nations
- 2021
  - 2e de la poursuite par équipes à Cali

### Ligue des champions
- 2022
  - 1er de l'élimination à Palma
  - 2e de l'élimination à Paris
  - 2e de l'élimination à Londres (I)
  - 3e de l'élimination à Berlin
- 2023
  - 2e du scratch à Paris[3]

### Championnats panaméricains
- San Juan 2023
  -  Médaillé d'or de la poursuite par équipes (avec Michael Foley, Dylan Bibic et Sean Richardson)
  -  Médaillé d'or de l'américaine (avec Dylan Bibic)
  -  Médaillé d'argent de la course aux points

### Championnats du Canada
- 2022
  -  Champion du Canada de course à l'américaine (avec Dylan Bibic)
  - 2e de l'omnium
  - 2e de la poursuite par équipe
  - 3e de la poursuite
- 2023
  -  Champion du Canada de course à l'américaine (avec Dylan Bibic)
  - 2e de la course scratch
- 2024
  -  Champion du Canada de course à l'américaine (avec Dylan Bibic)
  - 2e du kilomètre
- 2025
  -  Champion du Canada de course aux points
  -  Champion du Canada de course à l'américaine (avec Chris Ernst)
  -  Champion du Canada de course scratch

## Palmarès sur route
- 2023
  - 5e épreuve des Mardis cyclistes de Lachine
- 2025
  -  Champion du Canada du critérium
  - 2e étape du Tour d'Alsace